# Ebba Haslund
Ebba Haslund   (Seattle, 12 d'agost de 1917 - Oslo, 10 de juliol de 2009) fou una novel·lista noruega, escriptora de contes, dramaturga, assagista, escriptora de llibres infantils, crítica literària, locutora de ràdio i política.

## Biografia
Haslund va néixer a Seattle, Estat de Washington, filla de Frantz Philip Haslund (1883–1974) i d'Ebba Margareta Gillblad (1890–1957). Ebba va descriure el seu pare com un "aventurer", amb el qual la família va viatjar regularment durant la infància d'Ebba. Ella va començar a estudiar oficialment el 1935 i va estudiar idiomes a Anglaterra, Alemanya i França abans de la Segona Guerra Mundial. Es va graduar a la Universitat d'Oslo el 1941 amb el grau Candidatus philologiæ. El 1940 es va casar amb l'empresari Sverre Fjeld Halvorsen (1910–2005), que va ser empresonat a la presó noruega de Grini i també a Polònia durant la Segona Guerra Mundial, però va sobreviure. Haslund vivia normalment a Blommenholm, però va morir als 91 anys a Oslo.

## Carrera
Haslund va fer el seu debut literari l'any 1945 amb la col·lecció de contes Også vi -. L'any següent va arribar la publicació de la seva primera novel·la, Siste halvår, sobre l'adolescència de les noies. La continuació independent Det hendte ingenting (1948) va ser pràcticament ignorada per la premsa en aquell moment, però més tard ha estat considerat com un dels seus llibres més importants. Narrada per la tímida Edle Henriksen, una estudiant de la Universitat d'Oslo el 1939, la novel·la tracta sobre l'amistat entre tres estudiants, així com sobre l'enyorança lèsbica no realitzada d'Edle. Va ser traduït a l'anglès l'any 1987, amb el títol Nothing Happened. El reconeixement literari de Hafslund es va produir amb l'aparició de Middag hos Molla (1951), i de nou amb la seva següent novel·la, Krise i august (1954).
Haslund va escriure diverses obres d'àudio per a la ràdio. El seu debut com a dramaturga va ser l'obra d'àudio Himmelsk dilemma (1952). La seva obra Kjære Nils (1956) va ser guardonada amb un premi a la "millor obra d'àudio per a nens". Va ser membre de la junta del Gremi d'Escriptors de Noruega de 1961 a 1967, i vicepresidenta de 1967 a 1974.
Va escriure diversos llibres per a nens i joves, com ara Frøken Askeladd (1953), Barskinger på Brånåsen (1960) i Mor streiker (1981). Una selecció dels seus assaigs es troba a les col·leccions Født til klovn (1977), Kvinner, fins de? (1980) i Hønesvar til hanefar (1983). També va escriure tres llibres de memòries, Som plommen i egget (1987), Med vingehest i manesjen (1989) i Ikke naken, ikke kledd (1992).
Va treballar com a crítica literària a Aftenposten de 1970 a 1990, i redactora en cap de la revista Ordet de 1966 a 1967. Va ser columnista en diversos diaris, entre ells Klassekampen i Budstikka.

## Treball organitzatiu
Haslund va ser membre de la junta de la branca noruega de l'International PEN de 1955 a 1957, i vicepresidenta de 1964 a 1967. Va ser membre de la junta de Forfatterforeningen av 1952 —una facció separatista de la Unió d'Autors de Noruega que va durar de 1952 a 1966— de 1961 a 1963 i va presidir el Norske Barne- og Ungdomsbokforfattere de 1965 a 1970. A la Unió d'Autors de Noruega va ser membre de la junta de 1966 a 1970, vicepresidenta de 1970 a 1971 i presidenta de 1971 a 1975. Fou membre honorífica de la Unió d'Autors de Noruega el 1975, i de l'Associació Noruega pels Drets de les Dones el 1995. Durant la resta de la seva vida va ser l'única membre honorària de l'Associació pels Drets de les Dones. Va ser membre de la junta de Riksteateret de 1969 a 1977, membre del Consell de la llengua noruega de 1976 a 1980 i membre adjunta de l'Språkrådet de 1977 a 1980. També va ser membre de la junta de Klassekampen.

## Política
Haslund va exercir com a representant adjunt al Parlament Noruec des d'Oslo durant el mandat 1958–1961 i d'Akershus durant el mandat 1961–1965. Va ocupar el seient de John Lyng mentre ell va exercir com a primer ministre entre l'agost i el setembre de 1963. Malgrat la seva afiliació al Partit Conservador de Noruega en aquell moment, se l'anomenava "Ebba la roja" durant el seu temps a la Unió d'Autors Noruecs. Es va inspirar en el feminisme radical dels anys 60 i 70, especialment per l'activitat de la investigadora i política socialista noruega Berit Ås. En una entrevista del 2007, Haslund va declarar que no votava conservador, sinó liberal.

## Premis
Ebba Haslund va rebre el premi dels Llibreters Noruecs el 1966 per la novel·la Det trange hjert, i el premi de literatura de la Riksmål Society per Syndebukkens krets el 1968. Va rebre el premi Ossietzky el 2006 i el premi d'honor Fritt Ord el 2007.